# Крещеновка (Амурская область)
Креще́новка — село в Ивановском районе Амурской области, Россия. Входит в Ивановский сельсовет.

## География
Село Крещеновка расположено в 12 км к югу от районного центра Ивановского района села Ивановка, на автодороге областного значения Белогорск — Ивановка — Тамбовка — Константиновка.
На восток от села Крещеновка идёт дорога к селу Вознесеновка.

## Население
| 2002 | 2010 | 2012 | 2013 | 2014 | 2015 | 2016 |
| ---- | ---- | ---- | ---- | ---- | ---- | ---- |
| 247  | ↘184 | ↗186 | ↘184 | ↘182 | ↘179 | ↘170 |
| 2017 | 2018 |      |      |      |      |      |
| ↘169 | ↘166 |      |      |      |      |      |

## Инфраструктура
- Сельскохозяйственные предприятия Ивановского района.